# 12062 Tilmanspohn
12062 Tilmanspohn è un asteroide della fascia principale. Scoperto nel 1998, presenta un'orbita caratterizzata da un semiasse maggiore pari a 2,5707729 UA e da un'eccentricità di 0,1984632, inclinata di 6,26691° rispetto all'eclittica.